# Distichophyllum gracilicaule
Distichophyllum gracilicaule är en bladmossart som beskrevs av Fleischer 1908. Distichophyllum gracilicaule ingår i släktet Distichophyllum och familjen Hookeriaceae. Inga underarter finns listade i Catalogue of Life.